# Paraschizognathus ocularis
Paraschizognathus ocularis är en skalbaggsart som beskrevs av Phillip B. Carne 1958. Paraschizognathus ocularis ingår i släktet Paraschizognathus och familjen Rutelidae. Inga underarter finns listade i Catalogue of Life.